# Heterolaophonte mendax
Heterolaophonte mendax är en kräftdjursart som först beskrevs av Walter Klie 1939, 1941.  Heterolaophonte mendax ingår i släktet Heterolaophonte och familjen Laophontidae. Inga underarter finns listade i Catalogue of Life.